# فاست ايه بي اي (إطار عمل ويب)

شعار فاست ايه بي اي

فاست ايه بي اي (بالإنجليزية: FastAPI) هو إطار عمل ويب لبناء واجهات برمجة تطبيقات الخدمة المستندة إلى بروتوكول نقل النص الفائق في بايثون .8+. يستخدم بيدانتك وتلميحات النوع للتحقق من صحة البيانات وتسلسلها وإلغاء تسلسلها. يقوم فاست ايه بي اي أيضًا بإنشاء وثائق أوبن أيه آي تلقائيًا لواجهات برمجة التطبيقات المبنية به. أصدر لأول مرة في عام 2018.

## العناصر الاساسية

### بيدانتك
بايدانتك هي مكتبة للتحقق من البيانات لـ بايثون. أثناء كتابة التعليمات البرمجية في بيئة تطوير متكاملة ، يوفر بايدانتك تلميحات النوع للتحقق من صحة المخطط والتسلسل من خلال التعليقات التوضيحية للنوع. 

### ستارليت
ستارليت عبارة عن إطار عمل/مجموعة أدوات واجهة بوابة الخادم غير المتزامنة خفيفة الوزن، لدعم الوظائف غير المتزامنة في بايثون.

### يوفيكورن
يوفيكورن هو خادم ويب منخفض المستوى لتطبيقات/خوادم الويب للإطارات غير المتزامنة، ويتبع مواصفات ASGI. من الناحية الفنية، يقوم بتنفيذ نموذج متعدد العمليات بعملية رئيسية واحدة، وهي المسؤولة عن إدارة مجموعة من عمليات العمال وتوزيع طلبات بروتوكول نقل النص الفائق الواردة عليها. يتم تكوين عدد عمليات العمال مسبقًا، ولكن يمكن أيضًا تعديله بالزيادة أو النقصان في وقت التشغيل. 

## مثال
يعرض الكود التالي تطبيق ويب بسيطًا يعرض "Hello World !" عند زيارته:
```
from
 
fastapi
 
import
 
FastAPI

app
 
=
 
FastAPI
()

@app
.
get
(
"/"
)

def
 
read_root
():

    
return
 
"Hello World!"

```

## روابط خارجية
- fastapi على غيت هاب
- fastapi على غيت هاب